# Szjamzsai járás

A Szjamzsai járás a Vologdai területen

A Szjamzsai járás (oroszul Сямженский район) Oroszország egyik járása a Vologdai területen. Székhelye Szjamzsa.

## Népesség
- 1989-ben 12 204 lakosa volt.
- 2002-ben 10 384 lakosa volt, akik főleg oroszok.
- 2010-ben 8 872 lakosa volt, melyből 8 734 orosz, 53 ukrán, 10 fehérorosz, 6 azeri, 5 üzbég, 3 cigány, 3 örmény, 1 tatár stb.